# Madrasa

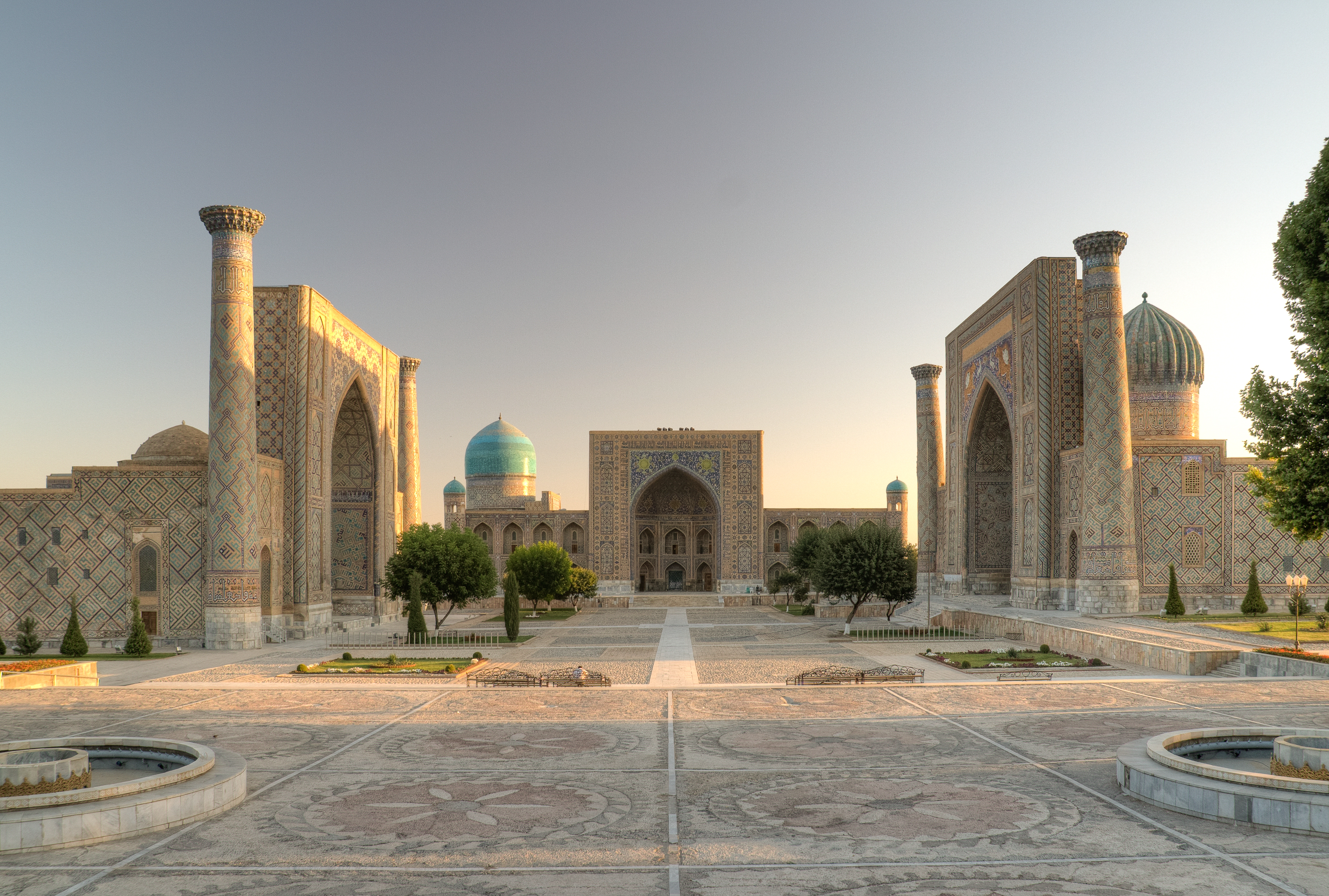
Tres madrasas en Samarcanda.

Madrasa o madraza (en árabe: مَدْرَسَة‎, romanizado: madrasa; en plural, مَدَارِس‎, madāris) es el nombre que se da en la cultura árabe a cualquier tipo de escuela, sea religiosa o secular. El uso específico en Occidente refiere por lo general a una escuela religiosa islámica.
En un contexto arquitectónico e histórico, el término se refiere generalmente a un tipo particular de institución en el mundo musulmán histórico que enseñaba principalmente ley islámica y jurisprudencia (fiqh), así como otras materias en ocasiones. El origen de este tipo de instituciones se atribuye a Nizam al-Mulk, un visir del Seljuks en el siglo XI, responsable de la construcción de la primera red de madrasas oficiales en Irán, Mesopotamia y Jorasán. A partir de ahí, la construcción de madrasas se extendió por gran parte del mundo musulmán durante los siglos siguientes, adoptando a menudo modelos similares de diseño arquitectónico.
Las madrasas se convirtieron en las instituciones más longevas del Imperio Otomano, pues empezaron a funcionar en 1330 y lo hicieron durante casi 600 años en tres continentes. En ellas se formaban médicos, ingenieros, abogados y funcionarios religiosos, entre otros miembros de la élite gobernante y política. Las madrasas eran una institución educativa específica, con financiación y planes de estudio propios, a diferencia de las escuelas palaciegas Enderun a las que asistían los alumnos de Devşirme.

## Definición y usos del término

### Etimología
La palabra ar|ALA|madrasah deriva de la raíz semítica triconsonántica د-ر-س D-R-S 'aprender, estudiar', usando el wazn (forma morfológica o plantilla) مفعل(ة); ar|ALA|mafʻal(ah), que significa "lugar donde se hace algo". Así, ar|ALA|madrasah significa literalmente "lugar donde se aprende y se estudia" o "lugar de estudio". La palabra también está presente como préstamo, con el mismo significado general, en muchas lenguas de influencia árabe, como: hindi-urdu, kashmiri, punjabi, sindhi, bengalí, pastún, baluchi, persa, turco, azerí, kurdo, indonesio, somalí y bosnio. 
En árabe mádrasa [مَدْرَسة] significa escuela. En idioma árabe , la palabra مدرسة tiene el mismo significado que escuela en español, aplicándose indistintamente a instituciones públicas, privadas, primarias, secundarias, musulmanas o seculares. El francés ha adoptado este término en forma de "medersa", que igualmente significa "escuela".  En cambio, en muchos países musulmanes donde el árabe no es el idioma vernáculo, mádrassa (generalmente con su doble) significa "academia religiosa" islámica. El inglés ha adoptado este término, igualmente con el significado de "academia religiosa". En Asia meridional las escuelas primarias islámicas se llaman maktab [مَكْتَبُ], que en árabe significa "oficina". El término mádrasa existe también en varias lenguas de influencia árabe como el urdu, hindi, persa, turco, kurdo, indonesio, malayo y bosnio.  
Sin embargo, mádrasa en español refiere a una universidad o escuela de posgrado islámica, aunque en forma creciente se ha extendido su uso aproximándose a la acepción del idioma original, incluyendo su aplicación a los edificios donde funcionan o han funcionado escuelas. La palabra para "universidad" en árabe es جَامِعَة (yāmi'a).

## Madrasa coránica
La típica escuela religiosa islámica ofrece usualmente dos tipos de cursos: el «Hafiz» y el Ulema. La enseñanza hafiz consiste en la memorización del Corán, y hafiz es coherentemente el título que recibe quien ha logrado memorizar todo el libro sagrado. 
La enseñanza ulema abarca los conocimientos seculares, incluyendo lengua, tafsir, sharia, hadith, lógica e historia islámica. De acuerdo con la demanda, en algunas madrasas se dictan además cursos avanzados de lengua extranjera, especialmente inglés, así como ciencias e historia mundial.
Asisten personas de todas las edades, muchas de ellas estudiando para imán. El diploma de ulema, por ejemplo, requiere aproximadamente doce años de estudio. Un número importante de huffāz o memorizadores del Corán surge de las madrasas.
Las madrasas recuerdan en algunos aspectos a los internados escolares, donde los alumnos toman clases permanentes y viven en dormitorios. Una de sus importantes funciones es admitir huérfanos y niños pobres a fin de proporcionarles educación. En varios países islámicos admiten mujeres, si bien suelen estudiar en forma separada. Existen varios casos de madrasas femeninas.
En Sudáfrica las madrasas desempeñan un papel importante, ya que brindan instrucción religiosa a los niños musulmanes que asisten a escuelas públicas o privadas seculares. Sin embargo, un número creciente de niños asisten a escuelas islámicas privadas que combinan la enseñanza religiosa y secular. Entre los musulmanes de origen indio, las madrasas brindan además educación en urdu, si bien todavía es poco usual.

## Historia
En las primeras épocas del Islam no existían las madrasas. Su origen puede rastrearse en la antigua costumbre de encontrarse en las mezquitas para discusiones sobre religión. En aquel tiempo, los creyentes tendían a buscar el consejo y la enseñanza de personas más preparadas, y estos maestros informales comenzaron a ser llamados jeques, iniciando las clases regulares de religión bajo el título de "majalis". 

### Historia temprana

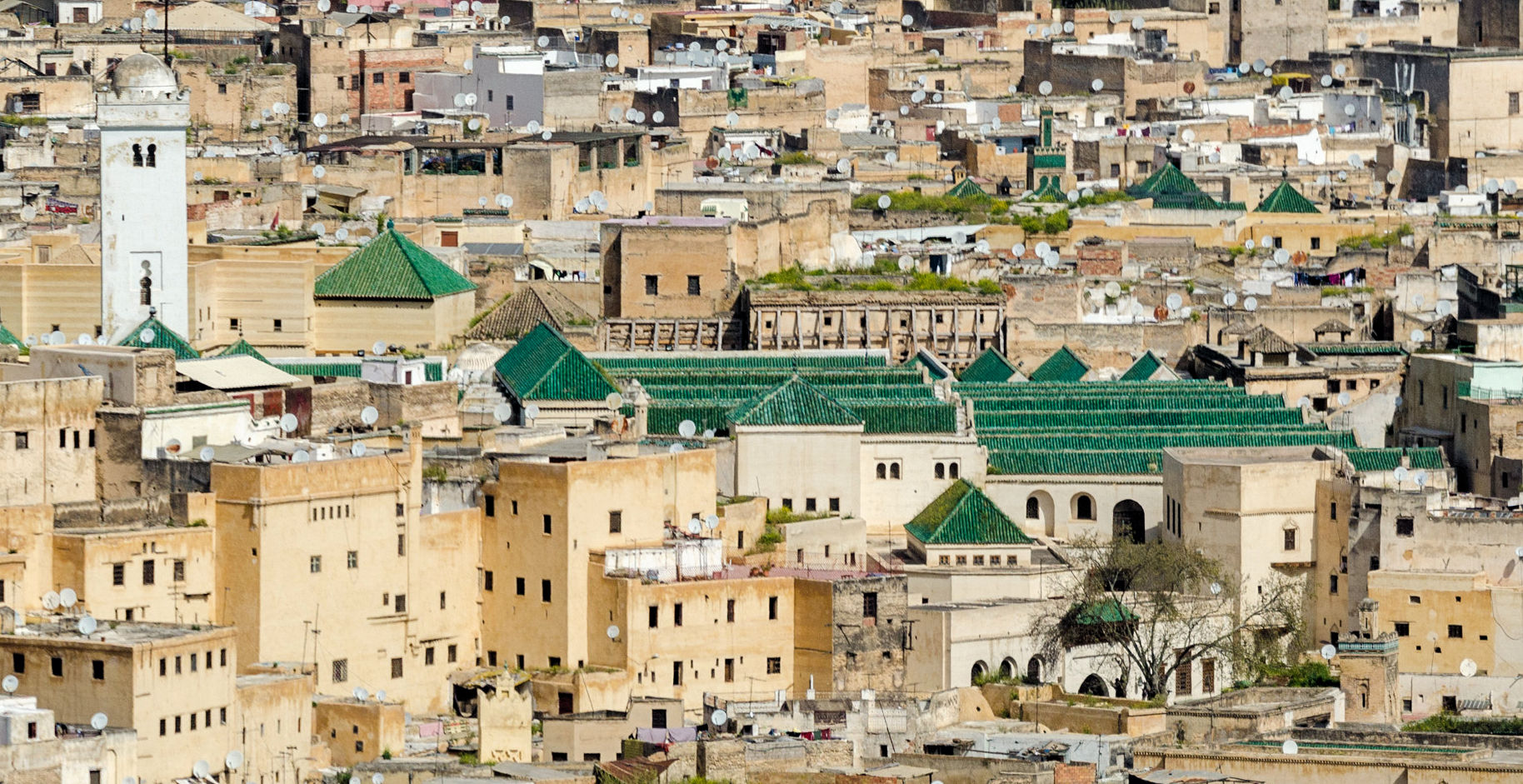
Vista de la Universidad de Qarawiyyin (marcada por los tejados verdes y el minarete blanco) en el horizonte de la histórica Fez.

El primer instituto de enseñanza madrasa se encontraba en la finca de Zaid bin Arkam, cerca de una colina llamada Safa, donde Mahoma era el maestro y los alumnos eran algunos de sus seguidores. Tras la Hijrah (migración) se estableció la madrasa de "Suffa" en Madina en el lado este de la mezquita Mezquita del Profeta. Ubada ibn as-Samit fue nombrado allí por Mahoma como maestro y entre los estudiantes. En el plan de estudios de la madrasa, había enseñanzas de El Corán, Los Hadices, fara'iz, tajweed, genealogía, tratados de primeros auxilios, etc. También se impartían clases de equitación, arte de la guerra, caligrafía, atletismo y artes marciales. La primera parte de la educación basada en la madrasa se estima desde el primer día de "nabuwwat" hasta la primera parte del Califato Omeya. Al principio del período del Califato, la dependencia de la tribunales confinó inicialmente el patrocinio y las actividades eruditas a los principales centros.
En los primeros tiempos del periodo islámico, la enseñanza se impartía generalmente en mezquitas y no en instituciones especializadas separadas. Aunque algunas de las primeras mezquitas importantes como la Gran Mezquita de Damasco o la Mezquita de Amr en El Cairo tenían salas separadas que se dedicaban a la enseñanza, esta distinción entre "mezquita" y "madrasa" no estaba muy presente.  Cabe destacar la al-Qarawiyyin (Jāmiʻat al-Qarawīyīn), fundada en 859 en la ciudad de Fez, actual Marruecos es considerada la universidad más antigua del mundo por algunos estudiosos, mientras que otros estudiosos han argumentado que esta distinción pertenece a la Universidad de Qarawiyyin, también fundada en 859. aunque la aplicación del término "universidad" a las instituciones del mundo musulmán medieval es discutida. Según la tradición, la mezquita al-Qarawiyyin fue fundada por Fátima al-Fihri, hija de un rico comerciante llamado Muḥammad al-Fihrī. Posteriormente, el califato fatimí estableció la mezquita de al-Azhar en El Cairo en 969-970, inicialmente como centro de promoción de las enseñanzas del ismailismo ismaelita, que más tarde se convirtió en una institución suní bajo el dominio de la dinastía ayubí (la actual universidad de al-Azhar).  Hacia el siglo IX, la madrasa se había convertido en un exitoso sistema de educación superior. 
Se considera que la Madrasa de Qarawiyyin (Yāmi'at al-Qarawiyyīn), en la mezquita del mismo nombre en Fez, es la madrasa más antigua, fundada en 859. 
A fines del período abasí, el visir Nizam al-Mulk fundó la primera academia superior, conocida históricamente como Nizamiyya en su honor, sobre la base de las clases informales de los jeques. Al-Mulk, que resultó luego asesinado por los nizaríes, creó un sistema de madrasas públicas en varias ciudades. 
Durante la era del califato fatimí, las dinastías mamelucas y sus sucesores en el oriente medio medieval, la elite gobernante fundó madrasas a través de una normativa de donación benéfica conocida como waqf. La madrasa era no solo un símbolo de estatus sino una forma efectiva de transmitir la riqueza a los descendientes. Durante el periodo mameluco, cuando solo podían llegar al poder los libertos, los hijos de los mamelucos gobernantes eran incapaces de heredar, pero los cargos garantizados dentro de las nuevas madrasas les permitían mantener su estatus. A esta época corresponde por ejemplo la madrasa del Sultán Hassan en El Cairo.
Por todo el mundo islámico se fundaron madrasas. Adquirieron fama las setenta y cinco de El Cairo, especialmente la al-Azhar (siglo X) y la Nizamiyya. En Damasco llegó a haber cincuenta y una; y en Alepo cuarenta y cuatro (fundadas entre 1155 y 1260). En la España musulmana se fundaron muchas durante el Califato de Córdoba, tanto la de la propia Córdoba (que hacia el año 1000, en tiempos de Hixem II, era de las más prestigiosas), como en otras ciudades, que se desarrollaron posteriormente, en la época de las taifas (Sevilla, Toledo, Murcia, Almería, Valencia, Cádiz y la Madrasa de Granada fundada por Yusuf I en 1349).

## Situación en algunos países

### India
En India funcionan alrededor de 30 000 madrasas activas.
Se asume que la mayoría de estas instituciones sigue a la escuela de pensamiento Deobandi. Una de las más famosas es Dar al-'Ulum, ubicada en Deoband, una pequeña ciudad del estado de Uttar Pradesh. En 1986 el gobierno indio difundió un proyecto para modernizar las madrasas introduciendo otras materias como ciencia, matemáticas, idioma inglés e hindi. En todos los casos la educación se brinda en forma gratuita, y como consecuencia de ello tiene lugar una inscripción multitudinaria de alumnos, que incluye a muchos de religión hindú o cristiana.

### Pakistán
Existen unas 10 000 madrasas en funcionamiento en Pakistán, estimándose la matrícula total en uno a dos millones de alumnos. De acuerdo al censo de población de 1998, algunos medios estiman que solo el 0,3 % de los niños en edad escolar asisten a madrasas tradicionales. La discrepancia puede posiblemente explicarse por la incidencia de huérfanos, inmigrantes o estudiantes a tiempo parcial. 
A pesar de ello, la matrícula de las madrasas pakistaníes puede considerarse insignificante en relación con la población escolar. Una de las causas puede deberse al estado de conflicto en el país. Un estudio dirigido en 2005 por Saleem Ali, del Instituto Norteamericano para la Paz, intenta clarificar estas cuestiones mediante una comparación empírica entre las madrasas urbanas y rurales, cuyo resultado preliminar se encuentra disponible en Internet, y cuyos análisis definitivos finalizaron en 2007.
Durante 2002, la sospecha de que varias madrasas podrían resultar en la práctica centros de reclutamiento para el terrorismo fundamentalista, llevó al gobierno pakistaní a regular la obligación de registrar la habilitación de estas instituciones educativas.